# Eberhard Godt
Eberhard Godt (15 agosto 1900 – 13 settembre 1995) è stato un ammiraglio tedesco, ufficiale della Kaiserliche Marine durante la prima guerra mondiale e della Kriegsmarine durante la seconda guerra mondiale.

## Biografia
Arruolatosi nella marina militare tedesca nel 1918, subito dopo la sconfitta della Germania si dimette ma nel marzo 1920 decide di arruolarsi nella Reichsmarine.
Nel 1935 Godt viene trasferito nel reparto U-Boot e nel gennaio 1938 viene nominato comandante in seconda delle operazioni sottomarine, carica che lo poneva come vice dell'ammiraglio Karl Dönitz.
Dopo che Dönitz venne promosso comandante della Kriegsmarine, nel gennaio 1943 Godt assunse il comando tattico delle operazioni degli U-Boot.